# Барлинек
Барлинек (пољ. Barlinek) је град и средиште истоимене општине у Пољској у западнопоморском војводству.
У граду је развијена индустрија дрвета, одеће и грађевинских материјала. Постоји и велика фабрика бродске опреме.

## Историја
Област је ушла у састав Пољске након стварања пољске државе у 10. веку. Статус града Барлинек добија 1278. године. Половином XIV века изграђени су одбрамбени бедеми са две капије. У 15. веку, Пољска је требало да купи и поново инкорпорира регион од Чешке земље, али су га на крају Луксембурзи продали Тевтонском реду. Од 1701. припадао је Краљевини Пруској, а између 1871. и 1945. био је део Немачке, у оквиру које се звао Берлинхен. Године 1898. град је повезан железницом са остатком Пољске. За време Другог светског рата уништено је 30% града. Савезничка војска је ушла у град 30. јануара 1945. године.

## Демографија
| 2012.  | 2021.  |
| ------ | ------ |
| 14.277 | 13.491 |

## Атракције
- Фрагменти одбрамбених зидина из XIV и XV века
- Црква у готском стилу из XIV века

## Саобраћај
У граду се укрштају регионални путеви:
- 154 правац Липјани
- 155 правац Пелчице-Реч
- 156 правац Стшелце Крањскје-Дрезденко

Кроз Барлинек пролази и железничка пруга Мислибож - Хошчно.

## Партнерски градови
- Шневердинген
- Пренцлау
- Грифино